# Hond met vaas
Hond met vaas is een kunstwerk dat zich bevindt op de rotonde Westlaan/Rijskade in de Nederlandse plaats Pijnacker, provincie Zuid-Holland. Het kunstwerk werd in 1996 gemaakt.
Het object is een ontwerp van Hans van Bentem en bestaat uit een groen gekleurde hond en een rode vaas, beide van keramiek. Hond en vaas staan op twee bakstenen sokkels. De hond kijkt in de richting van Delft (N473).

Symboliek
De symboliek achter het beeld is waarschijnlijk geïnspireerd op de studenten van Pijnacker. Het beeld is gemaakt in de periode dat Van Bentem zijn specialisatie verlegde van voornamelijk kunst op doek (schilderijen) naar beeldende kunst, zoals beeldhouwwerken en installaties. In deze periode was Van Bentem veel aan het leren en ervaring aan het opdoen in het maken van beeldende kunst, net zoals de studenten die in Pijnacker wonen. Vandaar dat de hond ook naar Delft kijkt, de plek waar de meeste Pijnackerse studenten naar toe gaan om te leren. Daarnaast staat de hond met vaas aangrenzend aan het studentenhuis ds4, wat al een rijke geschiedenis heeft langs deze rotonde en ook van grote invloed is op de rotonde.